# Laothoe populi
Laothoe populi é uma espécie de insetos lepidópteros, mais especificamente de traças (ou mariposas em português brasileiro), pertencente à família Sphingidae.
A autoridade científica da espécie é Linnaeus, tendo sido descrita no ano de 1758.
Trata-se de uma espécie presente no território português.

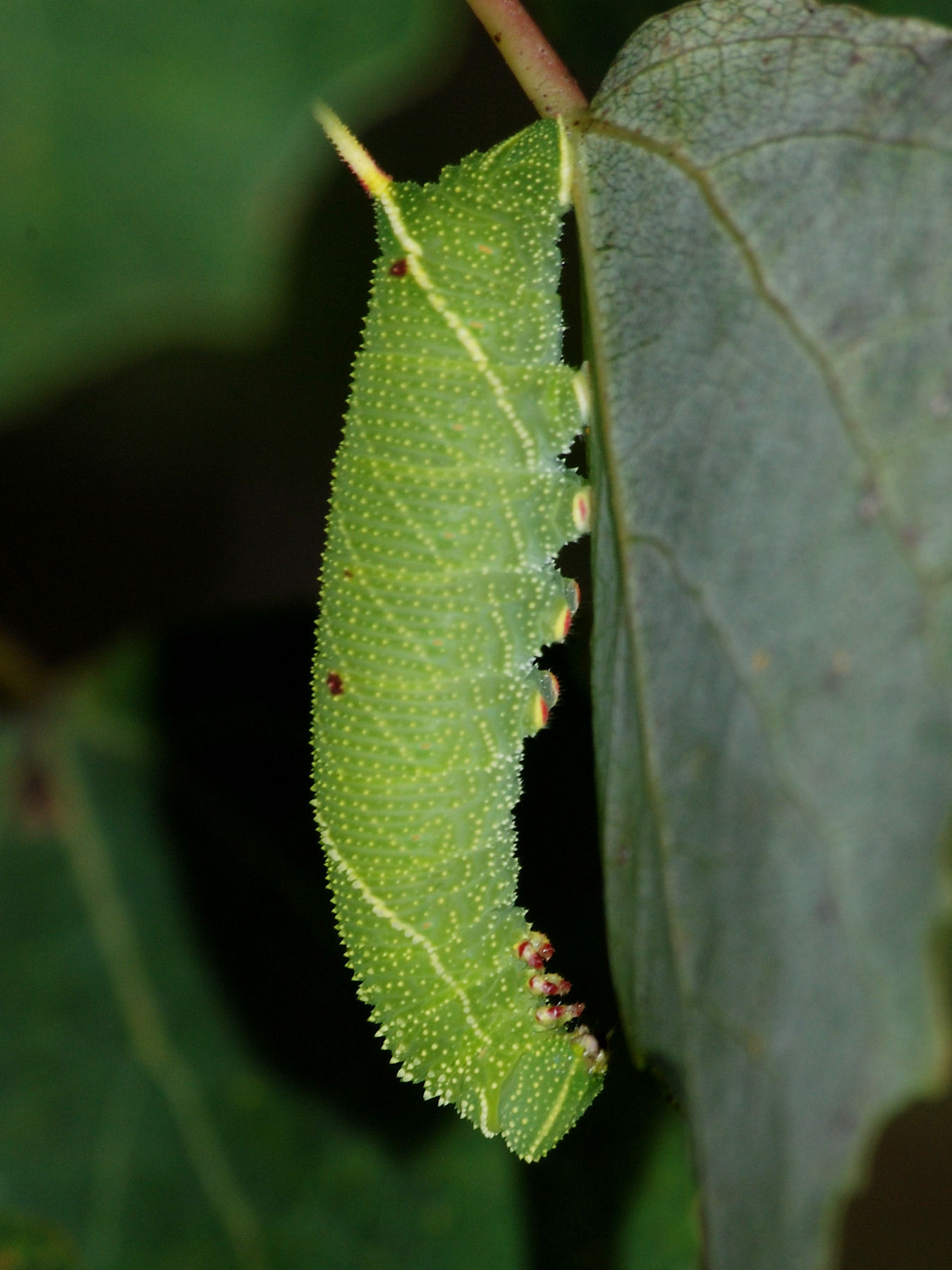
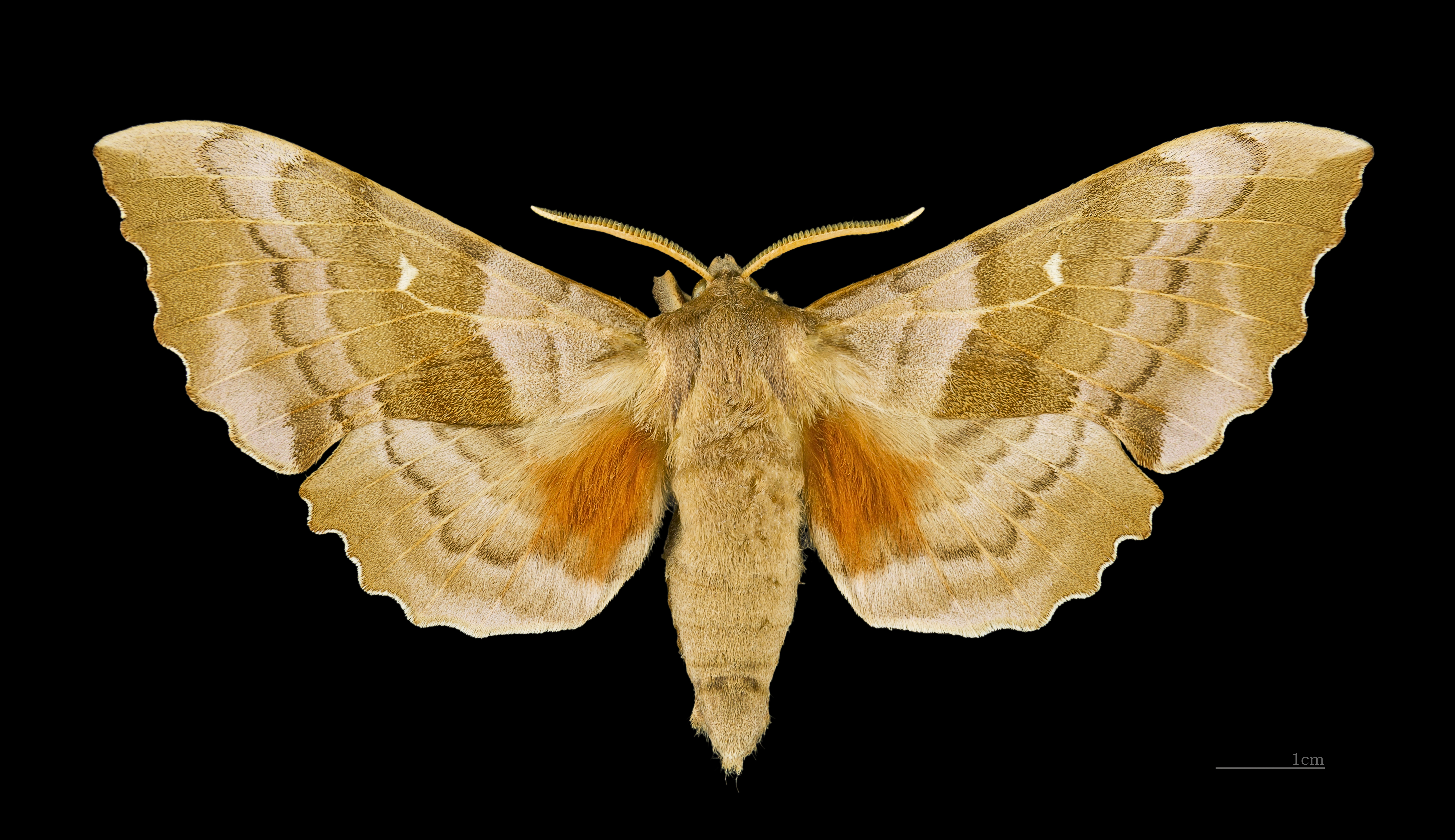
♂
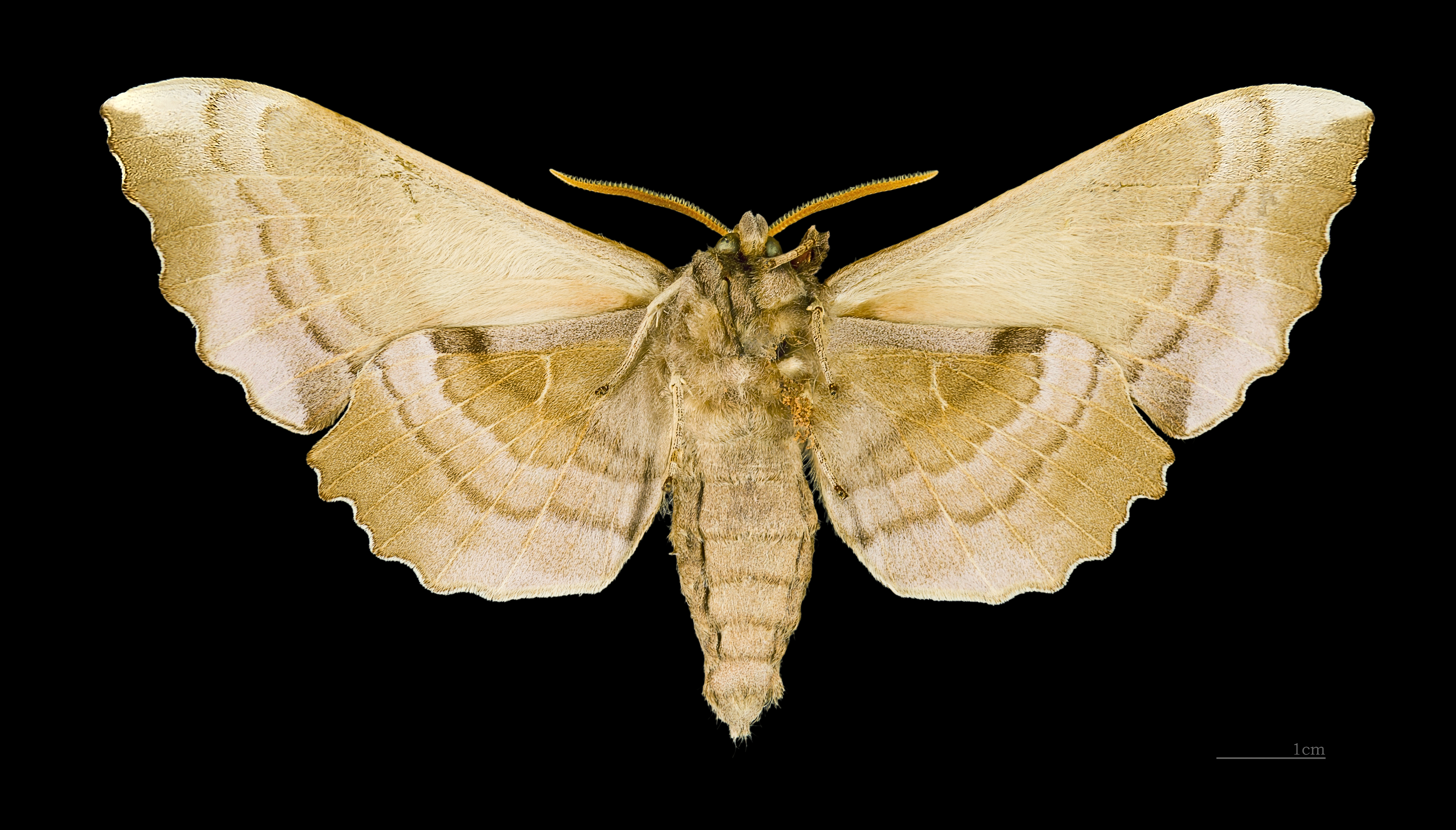
♂ △
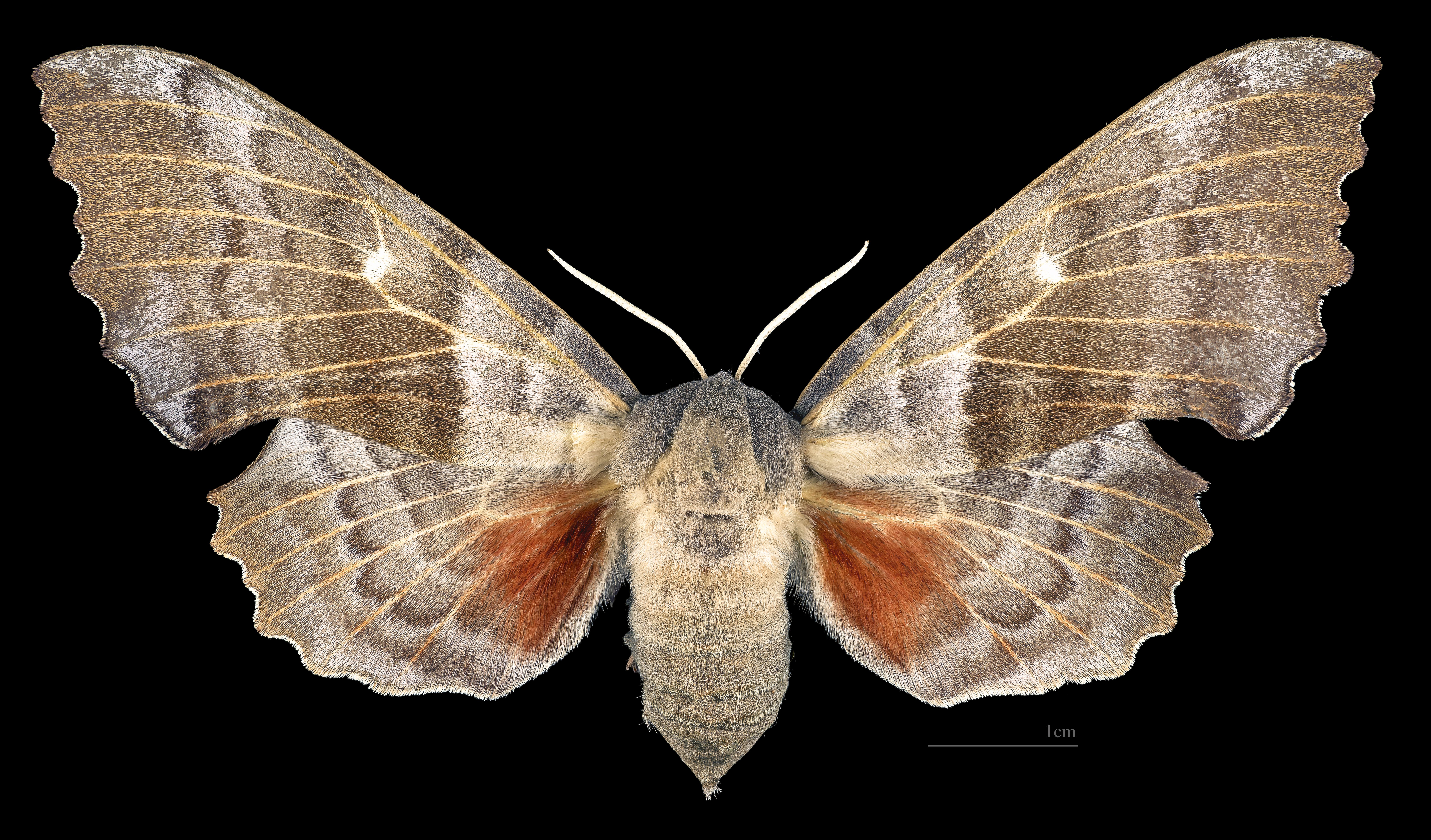
♀
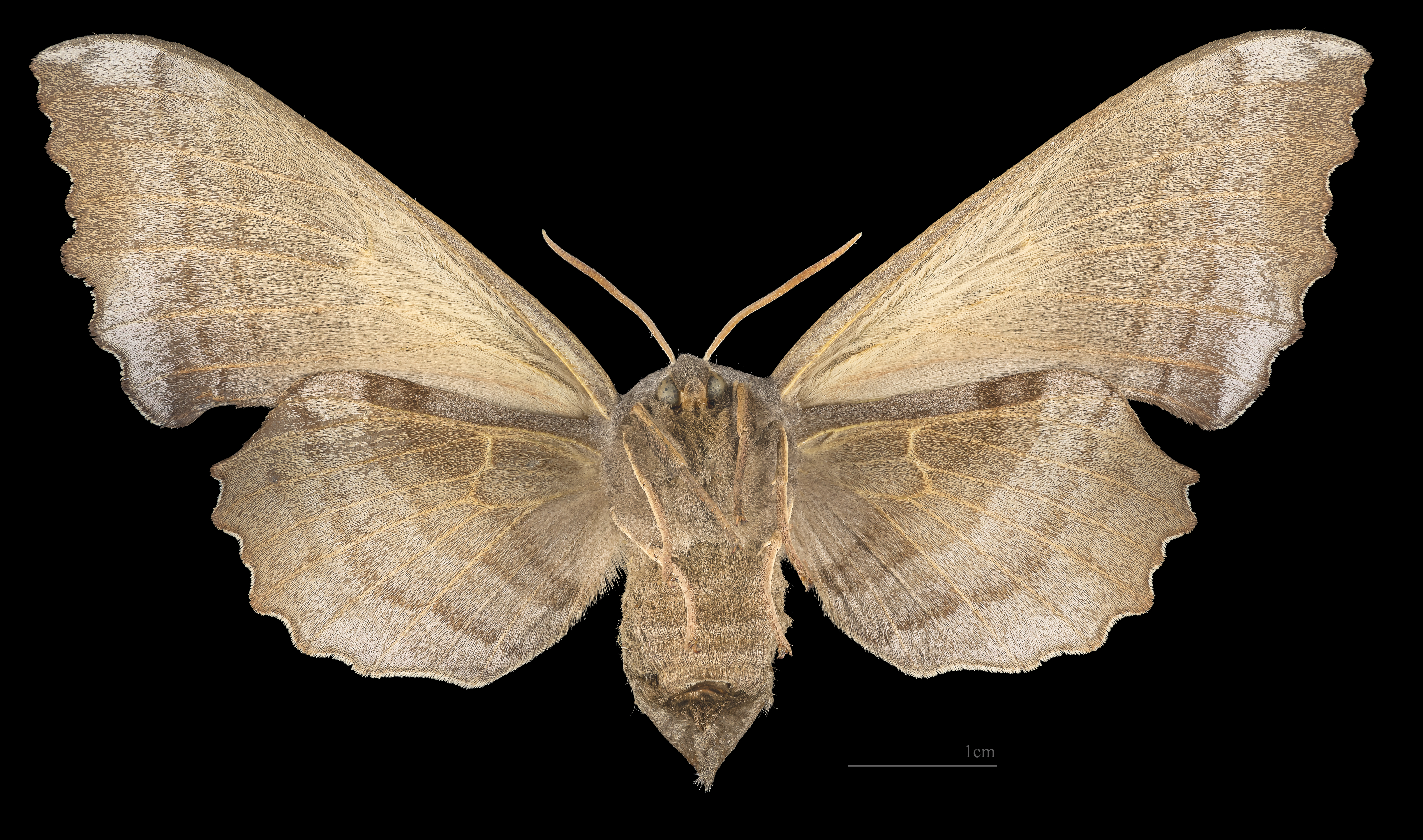
♀ △
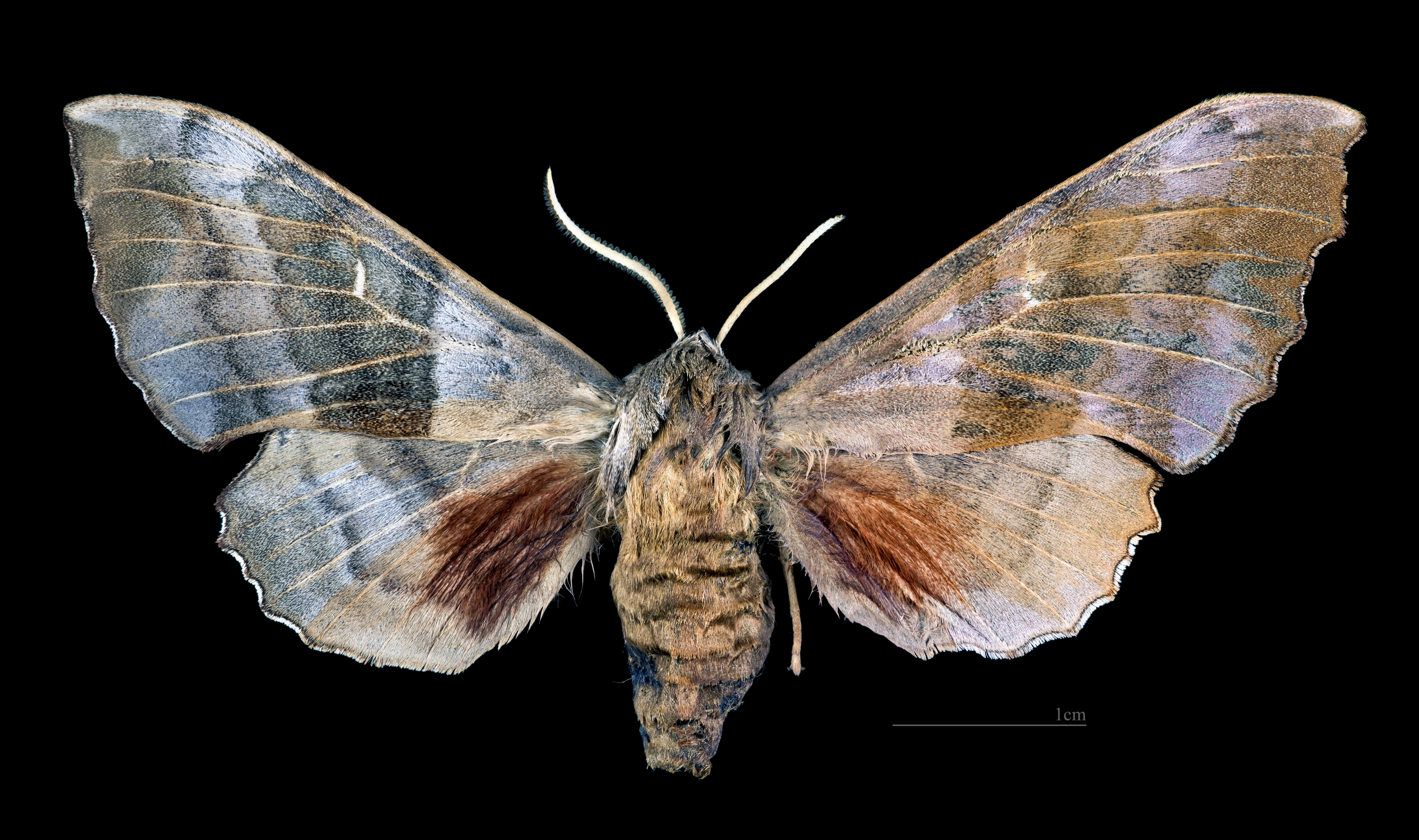
♂ ♀
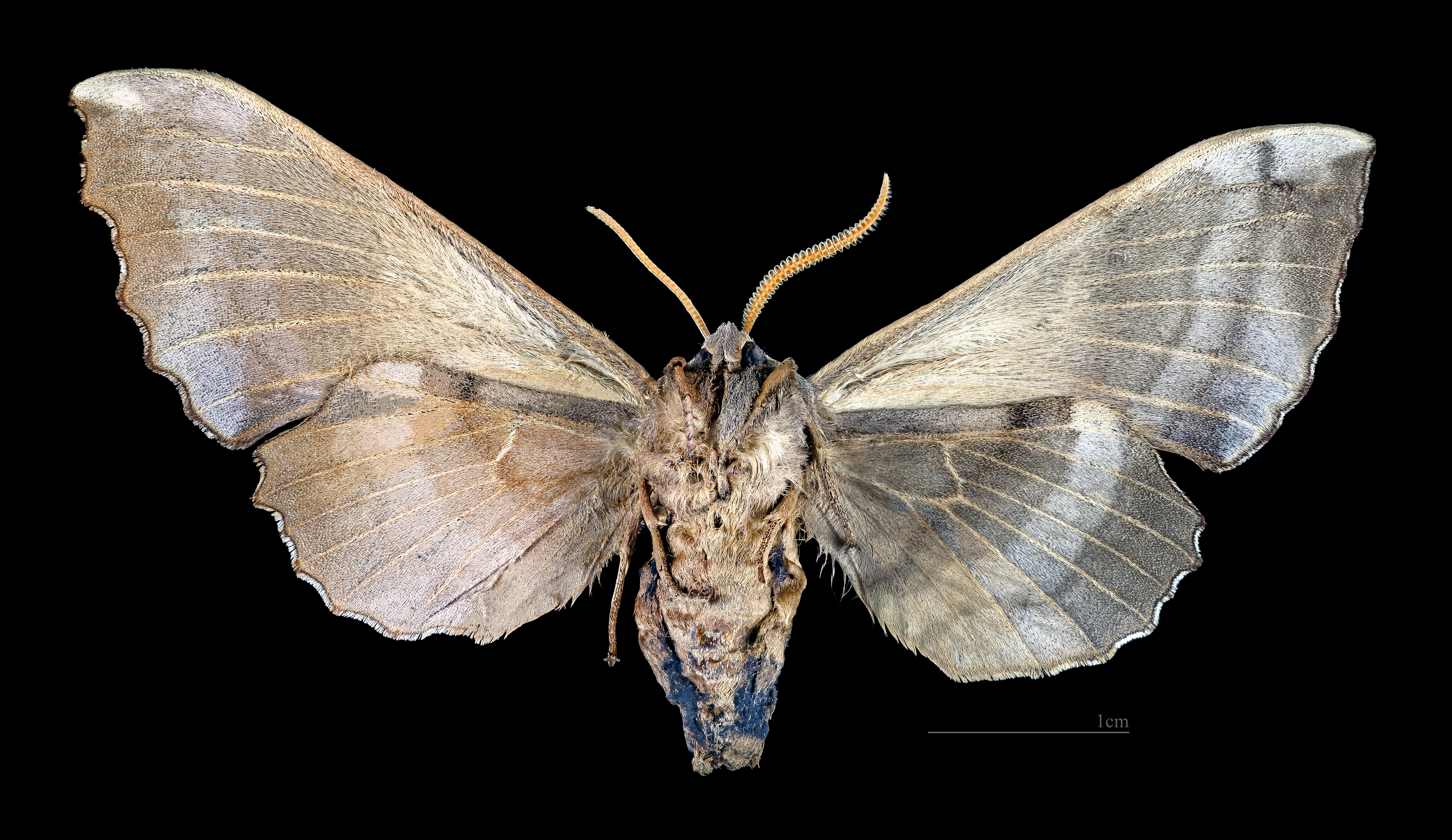
♂ ♀ △